# Klauzula renegocjacyjna
Klauzula renegocjacyjna – postanowienie umowne, przez które strony zobowiązują się podjąć po zawarciu umowy negocjacje w przedmiocie zmiany jej treści na wypadek zajścia określonego zdarzenia. Najczęściej przedmiotami renegocjacji są rozmiar świadczenia oraz termin lub miejsce jego spełnienia. Klauzula renegocjacyjna zakłada zgodne współdziałanie stron w celu ukształtowania wiążącego je stosunku umownego. Odmowa podjęcia negocjacji przez jedną ze stron stanowi naruszenie umowy i może rodzić jej odpowiedzialność kontraktową.
W praktyce klauzule renegocjacyjne występują najczęściej w umowach łączących zakłady opieki zdrowotnej z Narodowym Funduszem Zdrowia. Zdarzeniem wywołującym obowiązek renegocjacji jest wykonanie przez placówkę medyczną świadczeń zdrowotnych ponad limit określony w umowie. Przedmiotem rokowań staje się wówczas cena, jaką NFZ zobowiązuje się zapłacić za ponadplanowe zabiegi.